# Krauser Adernzähling
Der Krause oder Buchen-Adernzähling (Plicatura crispa, Syn.: Plicatura faginea, Plicaturopsis crispa) ist eine Pilzart aus der Ordnung Amylocorticiales.

## Merkmale

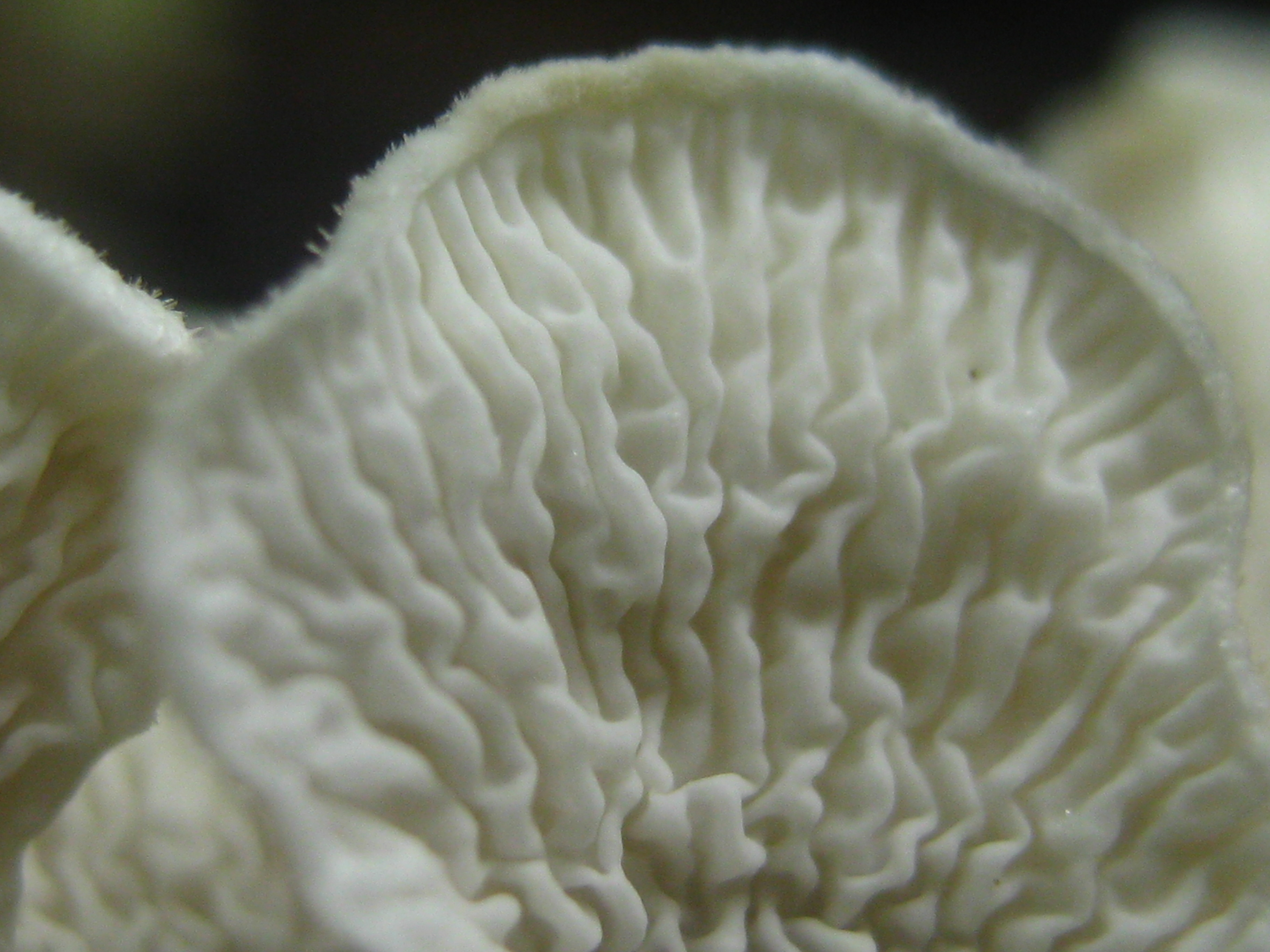
Die Unterseite des Krausen Adernzählings ist faltig strukturiert.

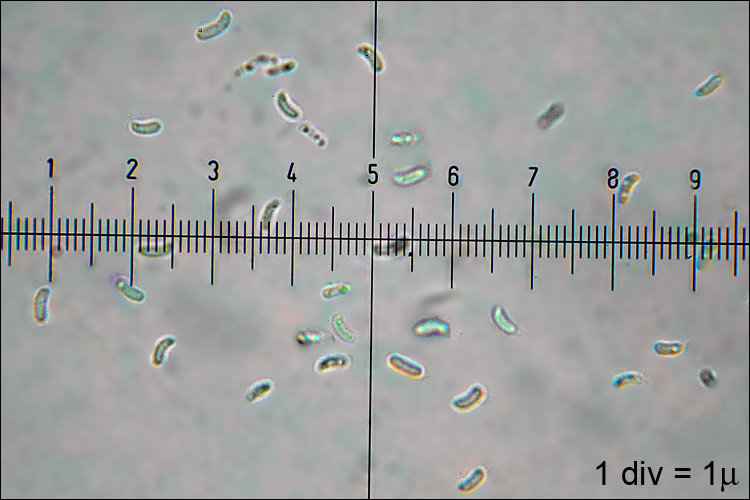
Sporen des Krausen Adernzählings im Lichtmikroskop

### Makroskopische Merkmale
Die Fruchtkörper wachsen reihig bis dachziegelig. Sie sitzen entweder flach am Substrat an oder laufen ein wenig daran herab. An der Anwachsstelle sind sie kurz stielartig zusammengezogen. Die Hüte werden zwischen einem und drei Zentimetern breit und sind am Rand gewellt. Sie sind gelbbraun, am Rand weißlich gefärbt und etwas konzentrisch gezont. Das Hymenophor auf der Unterseite besteht aus gabelig verzweigten, radial verlaufenden Falten, die am Grund queraderig verbunden sind. Es ist weißlich bis cremefarben, besitzt aber manchmal einen grünlichen Stich. Die Konsistenz ist häutig-zäh. Im frischen Zustand sind die Fruchtkörper weich und biegsam, bei Trockenheit zerbrechlich.

### Mikroskopische Merkmale
Die Hyphenstruktur ist monomitisch. Die Hyphen sind hyalin und besitzen Septen mit Schnallen. Die Basidien sind schmal keulig, ebenfalls hyalin und in dichter Palisade angeordnet. Die Sporen sind ebenfalls hyalin, sehr klein, allantoid, glatt und dünnwandig. Sie reagieren schwach bis deutlich amyloid und acyanophil.

## Ökologie und Phänologie
Das Spektrum der Biotope, in denen der Krause Adernzähling angetroffen werden kann, ist sehr groß. Er kommt jedoch in erster Linie in Buchenwäldern vor. Diese sind meist basenreich, selten basenarm, nicht zu trocken und recht reich an Niederschlägen. Daneben ist er unter anderem in Büschen, Hecken, am Waldrand und entlang von Fließgewässern zu finden. Der Pilz wächst selbst in bodensauren montanen Fichten-Tannen-Wäldern und älteren Fichten-Forsten an eingestreuten Laubhölzern.
Der Krause Adernzähling wächst an toten noch ansitzenden und hängenden Ästen und Zweigen sowie an liegenden Substraten fast jeder Dicke. Manchmal ist er auch an Stümpfen zu finden, die er von der späten Initial- bis zur frühen Finalphase der Vermorschung befällt. Die besiedelten Substrate sind dabei in erster Linie Rotbuche, daneben Hasel sowie gelegentlich Prunus und Betula. Gelegentlich werden auch andere Holzarten besiedelt, wobei das Substratspektrum beträchtlich ist; auch Übersiedlungen auf Nadelhölzer sind möglich.
Die Fruchtkörper werden im Herbst und Winter gebildet. Das restliche Jahr über bleiben sie erhalten, sind jedoch steril. Bevor im Herbst neue Fruchtkörper gebildet werden, reduziert sich ihre Zahl im Sommer deutlich.

## Verbreitung
Der Krause Adernzähling ist in der Holarktis meridional bis boreal verbreitet. So ist er in Nordamerika, Europa und Asien zu finden. In Europa reicht das Gebiet von Großbritannien und Frankreich im Westen bis Polen im Osten sowie südwärts bis Spanien, Norditalien und Rumänien und nordwärts bis ins südliche Fennoskandinavien und Estland. In Deutschland ist der Pilz südlich des Mains stark bis mäßig verbreitet.

## Bedeutung
Der Krause Adernzähling ist aufgrund seiner zähen Konsistenz nicht genießbar.